# Staurøya
Staurøya est une île norvégienne dans le landskap Sunnhordland du comté de Vestland. Elle appartient administrativement à Sveio.

## Géographie
Rocheuse et couverte d'arbres, elle s'étend sur environ 313 m de longueur pour une largeur approximative de 251 m. 